# قارچ توپی بزرگ
قارچ توپی بزرگ (Calvatia gigantea) نوعی قارچ چتری توپی‌شکل است که در چمنزارها، دشت‌ها و جنگل‌های برگریز سراسر جهان می‌روید و رویش آن بیشتر در اواخر تابستان و پاییز انجام می‌شود. این نوع قارچ در سراسر اروپا و آمریکایی شمالی می‌روید.

## نگارخانه

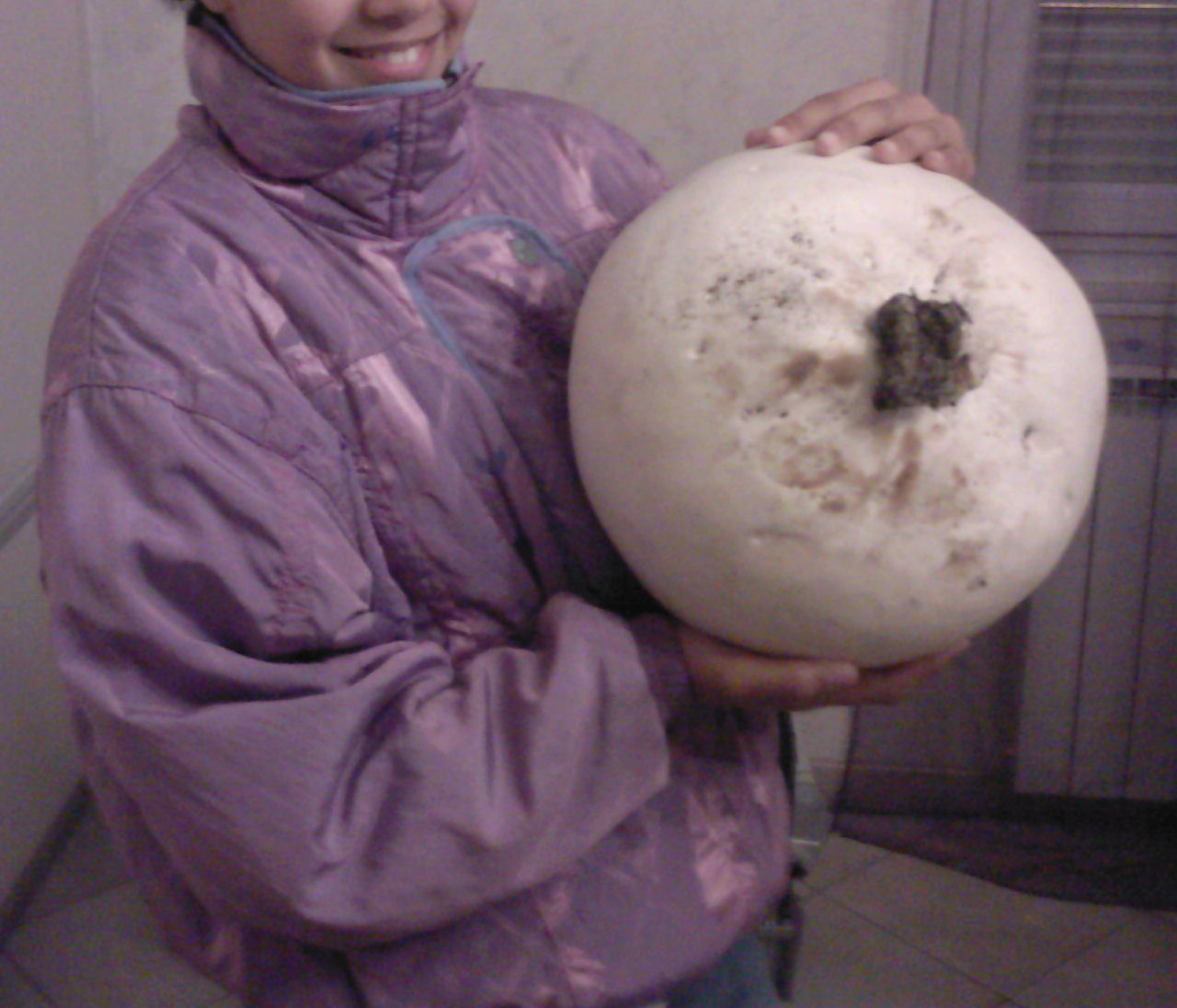
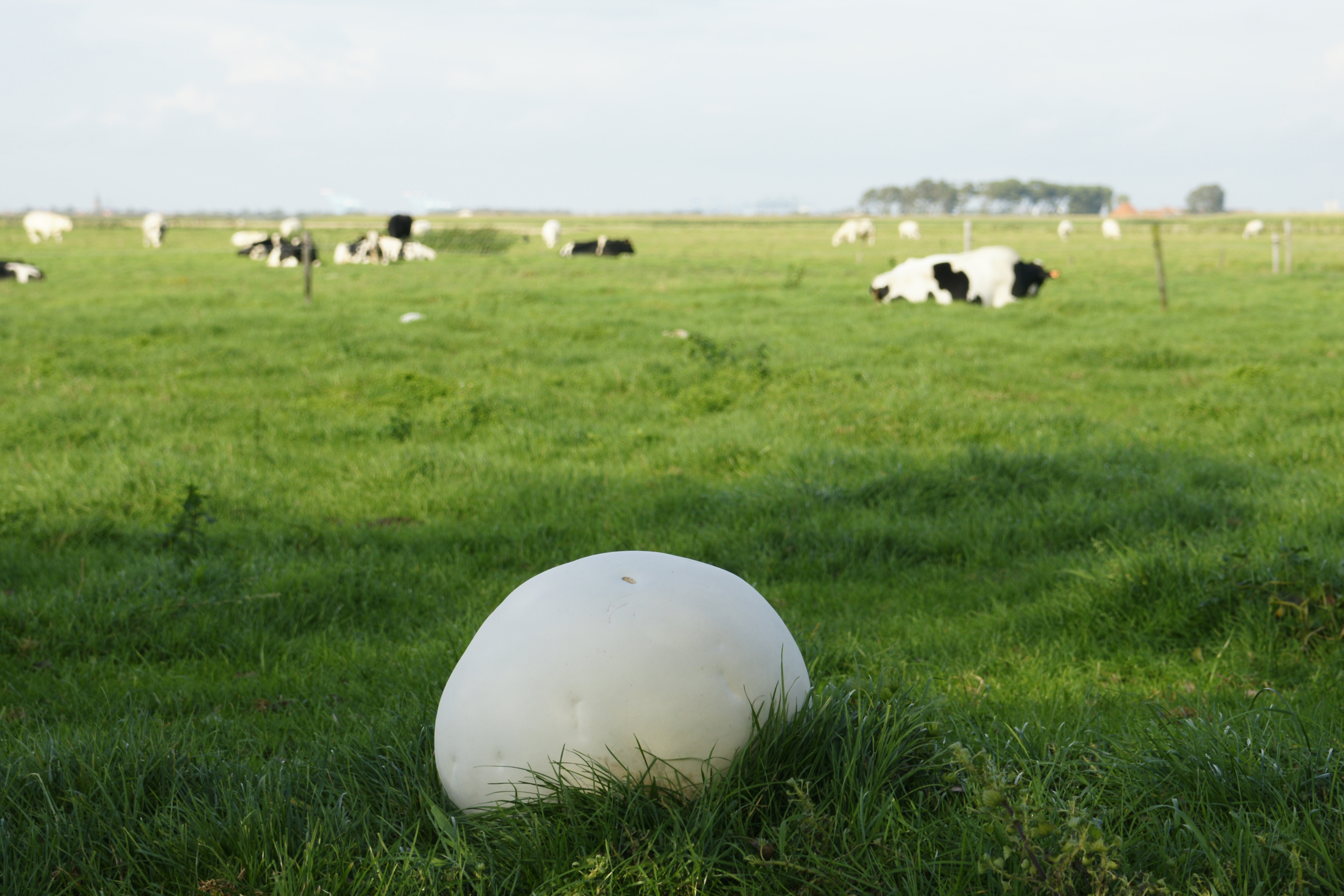